# Гиббс, Чарльз Сидней
Архимандрит Николай (в миру Чарльз Сидней (Сидни) Гиббс, англ. Charles Sydney Gibbes; 19 января 1876, Ротерем — 24 марта 1963, Лондон) — архимандрит Русской православной церкви, педагог и дипломат, деятель русской православной церкви в Англии. Известен тем, что в течение ряда лет преподавал английский язык детям Николая II, в том числе наследнику престола Алексею Николаевичу.

## Биография
Родился в городе Ротерем в Йоркшире, в семье банковского служащего Джона Гиббса и Мэри Энн Элизабет Фишер, дочери часовщика. Учился в Кембриджском университете (Колледж Святого Иоанна). Готовился к тому, чтобы стать священником, но решил не делать этого, а отправиться за границу преподавать английский язык.
В 1901 году переехал в Санкт-Петербург. Работал учителем английского языка в семействе Шидловских, затем в семье Сухановых. Преподавал в Императорском училище правоведения. В 1907 году стал вице-президентом Санкт-Петербургской гильдии учителей английского. В 1908 году был приглашен императрицей Александрой Фёдоровной работать учителем английского для великих княжон Ольги и Татьяны. Они уже в некоторой степени научились английскому от матери и английской гувернантки Маргарет Игар, но так как она была ирландкой, говорили с сильным ирландским акцентом, что и должен был исправить Гиббс. Впоследствии Гиббс учил английскому и Марию с Анастасией, а с 1911 года и цесаревича Алексея.
Во время Февральской революции был разлучён с царской семьей, которая находилась под арестом в Александровском дворце. Когда временное правительство отправило Николая II и его семью в Тобольск, последовал в ссылку за ними. После перевозки Николая II и его семьи в Екатеринбург был снова разлучён с ними. Около десяти дней жил на железнодорожной станции в вагоне, затем уехал в Тюмень.
После занятия Екатеринбурга белыми вместе с Пьером Жильяром в качестве свидетеля помогал следователю Николаю Соколову расследовать убийство царской семьи. Потом переехал в Омск, где располагалось правительство Колчака, работал секретарём в британской миссии. В 1919 году уходя от наступающей красной армии вместе с британской миссией уехал на восток. Некоторое время работал в британском посольстве в Пекине.
Несколько лет жил в Харбине, работал на китайской таможне. Усыновил мальчика-сироту Георгия. В 1928 году вернулся в Англию, прошел пастырский курс в Оксфорде. В 1929 году вернулся в Харбин.
В апреле 1934 года принял православие с именем Алексий (в честь Цесаревича Алексея), в декабре 1935 года принял монашество с именем Николай (в честь императора Николая II) и в тот же год был рукоположён в дьяконы, а затем в священники архиепископом Камчатским и Петропавловским Нестором (Анисимовым), жившим в изгнании в Харбине. Посвящён в архимандриты.
В 1937 году вернулся в Англию, основал православный приход в Лондоне. В 1941 году переехал в Оксфорд, где основал православный приход. В 1945 году перешел из Русской зарубежной церкви в Московский патриархат. Пригласил в Англию служить православным священником Василия (Кривошеина).
Умер 24 марта 1963 года в возрасте 87 лет и был похоронен на кладбище Хэдингтон в Оксфорде.